# ドラゴンボールZ 舞空烈戦
『ドラゴンボールZ 舞空烈戦』（ドラゴンボールゼット ぶくうれっせん）は、2005年12月1日にバンプレストから発売されたニンテンドーDS用ゲームソフト。2004年に発売した『ドラゴンボールZ 舞空闘劇』の続編にあたる。

## 解説
基本は3VS3で、各キャラクターにはドラゴンパワーが設定されており、合計ドラゴンパワー内なら好きなチームを組んで闘うことができる。ニンテンドーDSならではの下画面タッチ操作でバトルキャラ交代やサポートキャラ発動、チーム必殺技発動を行える。
今作も各キャラクターごとにIFストーリーがあり、プレイ次第で色々な結末を迎えることもある。

## ゲーム内容
Z-BATTLE
好きなチームを編成し、CPUとのチームバトルを勝ち抜いていくモード。全８対戦。８戦目には、強化されたCPUが１体登場し、対戦曲もバトルステージに関係なく、ボス曲専用となる。
STORY MODE
原作のサイヤ人編から魔人ブウ編までを追体験できる他、各キャラクターを主人公にしたIFストーリーが楽しめるモード。IFに入るには数々の条件クリアが必須。
VS BATTLE
DSワイヤレスプレイで他のプレイヤーと戦うモード。
MAXIMUM
様々なチームと対戦するモード。中には通常より強化されたマキシマム状態の相手も現れる。これをクリアしていく事でドラゴンパワー上限が増え、最終的に無限になる。
FREE BATTLE
自分とCPU自由にチームを決めて対戦するモード。
PRACTICE
Training
動かないCPUを相手に練習するモード。
Tutorial
ゴテンクスを操作し、ピッコロや悟飯といったキャラクターから操作方法を教わるモード。
DATA FILE
現在使用可能なキャラクターや技の発動方法を確認できるモード。ベジータ［悪］を確認するには、ベジータ［超］を選択する際、ネコマジンを確認するには、サポートキャラクターを選択する際に同時にRボタンを押すと確認できる。
OPTION MODE
ゲームのレベル設定等が行える。

## 基本操作とシステム
十字キー・強攻撃（X）・弱攻撃（Y）気弾（A）・ガード（B）・気力チャージ（R）・特殊能力（L）で構成されている。
必殺技・究極技はX+Aで発動。この時キャラクターが相手に向いている方向で技が変わる。

### 応用操作や防御法など
ホーミングダッシュ
Rボタンを押しながら十字キー。気力を10%消費し、高速で相手を追いかける。押す時、十字キーを先に押しっぱなしにし、その後、Rボタンを押す。
強気弾
Rボタンを押しながらAボタン。気力は20%消費される。
バリアガード
Rボタンを押しながらBボタン。発動中は気力がどんどん下がっていく。
必殺ガチ
XボタンとBボタンを交互で連打。
掴み技
相手に密着してY+Bで発動。
究極技
体力ゲージが赤で気力が150%の場合に一度だけ発動可能。これがトドメとなった場合は特殊カットインが入る。

### タッチ操作
交代
気力を20%消費しバトルキャラを交代できる。
サポートキャラ発動
体力ゲージ上のドラゴンボールアイコンの数だけ発動できる。また、発動位置によって技が変わるキャラクターもいる。
チーム必殺技
気力200%の状態で右下の「Touch!」をタッチすると発動。

## 登場キャラクター
各キャラクターにはドラゴンパワー(以下、DP)が設定されており、そのキャラクターが強力なものになるとDPも上昇する。前述の通りDPの上限は決まっているが、プレイしていくごとに上限が増えていく。必殺技の数字は消費する気力、方向は自分の位置を表す。

### バトルキャラクター
- 孫悟空（声：野沢雅子）

必殺技
双龍弾（上・50%） かめはめ波（横・50%） 元気玉（下・50%）
究極技
20倍界王拳（横・150%）
- 孫悟空(超)（声：野沢雅子）

必殺技
気合連弾（上・50%） かめはめ波（横・50%） 超龍撃弾（下・50%）
究極技
スーパーサイヤ人3（横・150%）
- 孫悟飯 (少年期)（声：野沢雅子）

必殺技
激絶乱魔（上・50%）　連続気合弾（横・50%）　魔閃光（下・50%）
究極技
魔激閃光弾（全・150%）
- 孫悟飯 (少年期)(超)（声：野沢雅子）

必殺技
魔撃弾（上・50%）　かめはめ波（横・50%）　魔閃烈弾（下・50%）
究極技
レイジングラッシュ（全・150%）
- 孫悟飯 (青年期)（声：野沢雅子）

必殺技
かめはめ波（上・50%）　激烈魔閃弾（横・50%）　激烈破弾（下・50%）
究極技
超かめはめ波（横・150%）
- ピッコロ（声：古川登志夫）

必殺技
魔空包囲弾（上・50%）　魔貫光殺砲（横・50%）　激烈光弾（下・50%）
究極技
神魔伏滅（上・150%）
- ベジータ（声：堀川りょう）

必殺技
ファイナルブリッド（上・50%）　ギャリック砲（横・50%）　メテオバースト（下・50%）
究極技
ギャリックファイヤー（全・150%）
- ベジータ(超)（声：堀川りょう）

必殺技
プラネットバースト（上・50%）　ファイナルフラッシュ（横・50%）　ビッグバンアタック（下・50%）
究極技
ビッグバンバースト（下・150%）
- トランクス (未来)（声：草尾毅）

必殺技
ラッシュブレード（上・50%）　フラッシュサーベル（横・50%）　クレセントソード（下・50%）
究極技
バスターブレード（横・150%）
- トランクス (未来)(超)（声：草尾毅）

必殺技
フィニッシュバスター（上・50%）　バスターキャノン（横・50%）　ラピッドショット（下・50%）
究極技
MAXバスター（横・150%）
- クリリン（声：田中真弓）

必殺技
気円連斬（上・50%）　かめはめ波（横・50%）　操気弾（下・50%）
究極技
流星気功弾（横・150%）
- フリーザ（声：中尾隆聖）

必殺技
デスビーム（上・50%）　デスウェーブ（横・50%）　サイコブラスト（下・50%）
究極技
デスボール（下・150%）
- メカフリーザ（声：中尾隆聖）

必殺技
デスジャンク（上・50%）　エビルダンス（横・50%）　ナイトメアブラスト（下・50%）
究極技
コルドスマッシュ（下・150%）
- ギニュー（声：堀秀行）

必殺技
サイコトライアングル（上・50%）　リクームイレイザーガン（横・50%）　クラッシャーボール（下・50%）
究極技
特戦隊ストーム（全・150%）
- クウラ（声：中尾隆聖）

必殺技
ネイズサイクロン（上・50%）　サウザーブレード（横・50%）　ドーレプレッシャー（下・50%）
究極技
アークブラスト（横・150%）
- メタルクウラ（声：中尾隆聖）

必殺技
コア・スマッシュ（上・50%）　デスブラスター（横・50%）　ネストアイス（下・50%）
究極技
マシーナリーレイン（下・150%）
- ドクター・ゲロ（声：矢田耕司）

必殺技
フォトンウェイブ（上・50%）　フォトンブラスト（横・50%）　アイビーム（下・50%）
究極技
エナジードレイン（全・150%）
- 人造人間18号（声：伊藤美紀）

必殺技
ダブルバスター（上・50%）　フォトンブリッツ（横・50%）　フォトンストライク（下・50%）
究極技
エナジーマイン（横・150%）
- セル（声：若本規夫）

必殺技
気円連斬（上・50%）　かめはめ波（横・50%）　激烈光弾（下・50%）
究極技
吸収（全・150%）
- セル(完全体)（声：若本規夫）

必殺技
かめはめ波（上・50%）　アルティメットブリッツ（横・50%）　アルティメットウェーブ（下・50%）
究極技
フルパワーラッシュ（上・150%）
- ブロリー（声：島田敏）

必殺技
ギガンティックスパイク（上・50%）　ブラスターシェル（横・50%）　プラネットゲイザー（下・50%）
究極技
ブラスターメテオ（全・150%）
- 魔人ブウ(善)（声：塩屋浩三）

必殺技
アングリーエクスプロージュン（上・50%）　イノセンスキャノン（横・50%）　ヘルブレス（下・50%）
究極技
ハッピースウィーツ（上・150%）
- 魔人ブウ(悪)（声：塩屋浩三）

必殺技
ゼクスブレイカー（上・50%）　マッドキルダイブ（横・50%）　アサルトレイン（下・50%）
究極技
ハイドラスマッシャー（横・150%）
- ゴテンクス（声：野沢雅子&草尾毅）

必殺技
ギャラクティカドーナツ（上・50%）　ビクトリーキャノン（横・50%）　S.G.K.A（下・50%）
究極技
ウルトラ超サイヤ人（横・150%）
- ゴテンクス(超)（声：野沢雅子&草尾毅）

必殺技
ギャラクティカドーナツ（上・50%）　イノシシアタック（横・50%）　S.G.K.A（下・50%）
究極技
S.G.K.B（下・150%）

### サポートキャラクター
- サタン（声：郷里大輔）
- ヤムチャ（声：古谷徹）/天津飯（声：鈴置洋孝）
- デンデ
- バーダック（声：野沢雅子）
- ザーボン（声：速水奨）/ドドリア（声：堀之紀）
- 人造人間16号（声：緑川光）/人造人間17号（声：中原茂）
- セルジュニア（声：鈴置洋孝）
- バビディ（声：八奈見乗児）
- ダーブラ（声：大友龍三郎）
- 神龍（声：内海賢二）

### 隠しキャラクター

#### バトルキャラクター
- ベジータ(魔人)（声：堀川りょう）
  - ベジータ(超)とバビディをチームに入れるか、MAXIMUMクリア後ベジータ(超)をRボタンを押しながら選択。

必殺技
ファイナルブラスター（上・50%）　アトミックブラスト（横・50%）　メテオバースト（下・50%）
究極技
ファイナルエクスプロージョン（上・150%）

#### サポートキャラクター
- ネコマジンZ（※『ネコマジンZ』からのキャラクター）
  - MAXIMUMを最後までクリア後、モードセレクトでコマンド(上・X・下・Y・L・R・L・R・スタート)を入力し解放。キャラクターセレクトでサポートキャラクター(誰でもいい)をRボタンを押しながら選択。

### サブキャラクター
ストーリーや各キャラクターの技などに登場。
- ブルマ
- チチ
- ヤジロベー（声：田中真弓）
- 界王
- リクーム（声：内海賢二）
- バータ（声：岸野幸正）
- ジース（声：田中和実）
- グルド（声：塩屋浩三）
- コルド大王
- サウザー（声：速水奨）
- ネイズ
- ドーレ
- 孫悟天（声：野沢雅子）
- トランクス(少年)（声：草尾毅）
- パラガス